# Jürgen Böddrich
Jürgen Böddrich (* 31. Oktober 1933 in Berlin) ist ein deutscher Politiker (SPD).
Böddrich ist seit 1935 in München wohnhaft. Nach dem Examen für das Höhere Lehramt und der Promotion über die „Sozialen und wirtschaftlichen Verhältnisse des Münchner Nordens seit 1850“ war er Referendar in Ingolstadt und Füssen. Ab 1960 war er im Dienste der Landeshauptstadt München tätig, ferner war er Oberstudiendirektor des Städtischen Bertolt-Brecht-Gymnasiums München.
1957 wurde Böddrich Mitglied der SPD, bei der er Bezirksvorsitzender in Südbayern war. Von 1966 bis 1986 war er Mitglied des Bayerischen Landtags. Ferner gehörte er dem Rundfunkrat und dem Verwaltungsrat des Bayerischen Rundfunks und der Bundesversammlung (1974, 1979, 1984, 1999) an. 
Böddrich ist Vorsitzender des Kuratoriums der Hochschule für Politik München. 

## Ehrungen
- 1978: Verdienstkreuz am Bande[1] des Verdienstordens der Bundesrepublik Deutschland
- 1983: Verdienstkreuz 1. Klasse der Bundesrepublik Deutschland
- 1987: Großes Verdienstkreuz der Bundesrepublik Deutschland
- Bayerischer Verdienstorden